# بخش میلفورد (شهرستان دیفاینس، اوهایو)
بخش میلفورد (به انگلیسی: Milford Township) یک منطقهٔ مسکونی در ایالات متحده آمریکا است که در شهرستان دفیانس، اوهایو واقع شده‌است.
 بخش میلفورد ۹۱٫۸ کیلومتر مربع مساحت و ۱٬۰۸۱ نفر جمعیت دارد و ۲۶۳ متر بالاتر از سطح دریا واقع شده‌است.